# نزف (طرق)
نزف الطريق (بالإنجليزية: Bleeding أو Flushing)‏ هو انتقال الأسفلت للأعلى وظهوره على سطح الطريق ويظهر بوضوح عند مسار إطارات السيارات. ويشكل طبقة ناعمة لامعة زلقة على سطح الطريق.

## أسباب النزف
- زيادة نسبة الأسفلت في خلطة الأسفلت.
- نوعية الأسفلت المستخدم في الخلطة لا يتوافق مع مناخ المنطقة، أي أن لزوجته تنخفض كثيراُ مع ارتفاع درجة الحرارة.[4]
- قلة الفراغات المسامية في طبقة الإسفلت.